# ساندي سنو
ساندي سنو هو لاعب هوكي الجليد كندي، ولد في 11 نوفمبر 1946.

## وصلات خارجية
- ساندي سنو على موقع دوري الهوكي الوطني (الإنجليزية)
- ساندي سنو على موقع EliteProspects.com (الإنجليزية)
- ساندي سنو على موقع HockeyDB.com (الإنجليزية)
- ساندي سنو على موقع Hockey-Reference.com (الإنجليزية)